# ヤシュ・ヌーン・アイーン2世
ヤシュ・ヌーン・アイーン2世（Yax Nuun Ayiin II）は古典期後期にグアテマラのペテン盆地地域にあったマヤ文明のティカルの政権の統治者の一人。768年に即位し、794年頃までの少なくとも26年間を統治した。碑文によると彼は王朝の創始者から数えて29代目の統治者である。